# برمودة (شهر مصري)
بَرمودة هو الشهر الثامن من التقويم المصري. وفي التقويم الجريجوري يبدأ من 9 أبريل إلى 8 مايو. وهو رابع أشهر موسم النماء في مصر القديمة، وفيه ينحسر فيضان النيل، وتبدأ المحاصيل في النمو في أرض مصر. واسمه بالديموطيقية رننوتت وهو إلهة الحصاد والغذاء عند قدماء المصريين ،
ومن الامثال المرتبطة به :- برمودة دق العامودة.(أي دق سنابل القمح بعد نضجها)

## اقرأ أيضا
- فصل البذر